# Онлі (Вірджинія)
Онлі (англ. Onley) — місто (англ. town) в США, в окрузі Аккомак штату Вірджинія. Населення — 532 особи (2020).

## Географія
Онлі розташоване за координатами 37°41′27″ пн. ш. 75°43′7″ зх. д. / 37.69083° пн. ш. 75.71861° зх. д. (37.690758, -75.718652).  За даними Бюро перепису населення США в 2010 році місто мало площу 2,13 км², з яких 2,11 км² — суходіл та 0,02 км² — водойми.

## Демографія
Згідно з переписом 2010 року, у місті мешкало 516 осіб у 217 домогосподарствах у складі 140 родин. Густота населення становила 243 особи/км².  Було 288 помешкань (135/км²).
Расовий склад населення:
| - 73,4 % — білих - 16,7 % — чорних або афроамериканців - 0,8 % — азіатів - 0,4 % — корінних американців - 6,6 % — осіб інших рас |

До двох чи більше рас належало 2,1 %. Частка іспаномовних становила 9,7 % від усіх жителів.
За віковим діапазоном населення розподілялося таким чином: 17,2 % — особи молодші 18 років, 61,1 % — особи у віці 18—64 років, 21,7 % — особи у віці 65 років та старші. Медіана віку мешканця становила 48,6 року. На 100 осіб жіночої статі у місті припадало 96,2 чоловіків;  на 100 жінок у віці від 18 років та старших — 97,7 чоловіків також старших 18 років.
Середній дохід на одне домашнє господарство  становив 60 238 доларів США (медіана — 59 286), а середній дохід на одну сім'ю — 76 966 доларів (медіана — 76 719). За межею бідності перебувало 12,1 % осіб, у тому числі 15,1 % дітей у віці до 18 років та 5,4 % осіб у віці 65 років та старших.
Цивільне працевлаштоване населення становило 265 осіб. Основні галузі зайнятості: освіта, охорона здоров'я та соціальна допомога — 44,5 %, будівництво — 12,8 %, виробництво — 8,3 %, роздрібна торгівля — 7,2 %.